# فروپاشی مانچوکوئو

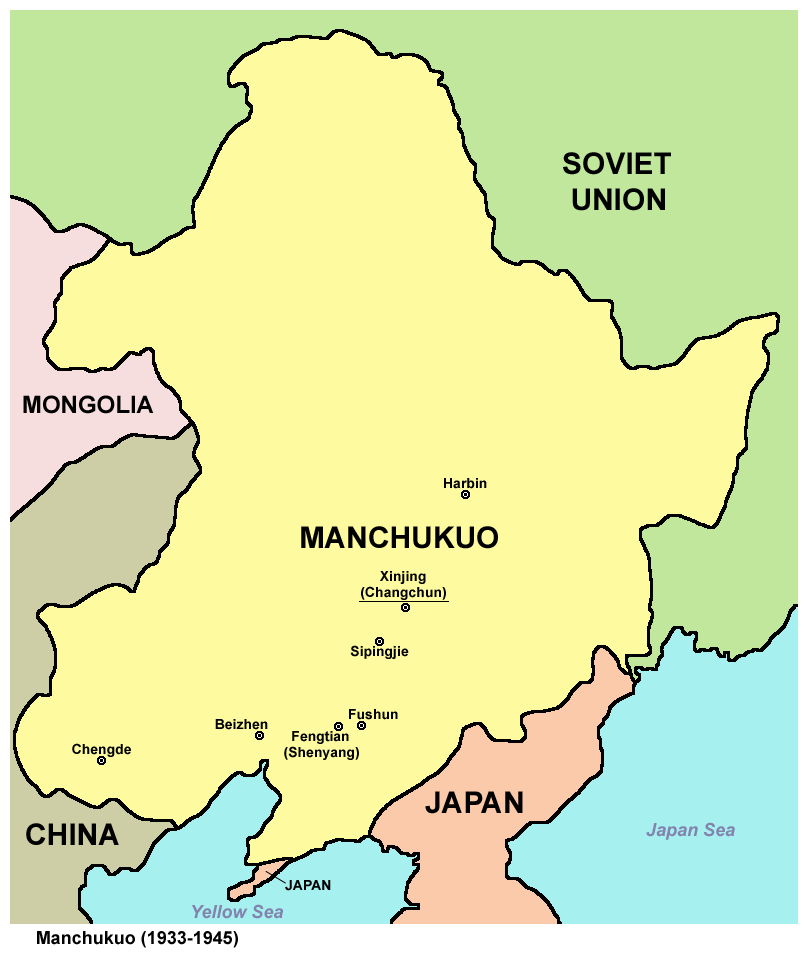
نقشه منچوری

فروپاشی مانچوکوئو (انگلیسی: Evacuation of Manchukuo) در زمان حمله ارتش سرخ اتحاد جماهیر شوروی سوسیالیستی به دولت دست‌نشانده کشور ژاپن، مانچوکوئو به عنوان بخشی از تهاجم نظامی شوروی به منچوری در اوت ۱۹۴۵ رخ داد.